# Cento
Cento és un municipi italià, situat a la regió d'Emília-Romanya i a la província de Ferrara. L'any 2007 tenia 33.500 habitants.

## Fills il·lustres
- Ferruccio Lamborghini (1916 - 1993), fundador de la marca Lamborghini.
- Arrigo Tassinari (1889-1988), músic (flautista).